# 船外活動ユニット
船外活動ユニット（せんがいかつどうユニット、Extravehicular Mobility Unit、直訳すると「船外機動ユニット」、EMU）は、宇宙飛行士が地球周回軌道上で船外活動（EVA）を行う際に環境からの保護、機動性、生命維持および通信機能を提供する独立型宇宙服。
1982年に導入された2分割式の半硬質宇宙服は、ロシア製のオーラン宇宙服と並んで国際宇宙ステーションでクルーによって使用される2種のEVA宇宙服の1つである。2011年にスペースシャトル計画が終了するまで、NASAのスペースシャトル宇宙飛行士によって使用されていた。

## 宇宙服の構成
アポロ/スカイラブ A7L宇宙服同様に、EMUは21年間の研究開発の結果である。EMUは、硬質の上部胴体（HUT）、腕部分、グローブ、アポロスタイルのバブル型ヘルメット、船外バイザーアセンブリ（EVVA）、さらに上部胴体結合部（BSC）、腰部ベアリング、ブリーフ、大腿部アセンブリ、ブーツが組み合わせれた軟質の下部胴体アセンブリ（LTA）、一次生命維持システム（PLSS）、電気系、二次酸素タンク（SOP）が組み合わせれた生命維持システム（LSS）で構成されている。
与圧服を着用する前に乗組員は最大吸収性衣類（MAG、基本的に改良されたおむつ。かつて使われていた尿収集装置USDは今は使われていない）を着用し、場合によっては熱的快適性下着（ロングジョン）を着用する。与圧服を着用する前に最後に着用するのは体温調節のために冷却した水が通る透明なプラスチックのチューブと、宇宙服の末端から換気ガスを回収する換気チューブを備えた液体冷却・換気衣服（LCVG）である。
LCVG着用後、宇宙飛行士はエアロックに入る前にLTAを着用する。その後、HUTを着用し、LCVGのアンビリカルをHUT内部のアンビリカルに接続し上部胴体結合部を用いて上下のパーツを結合する。
宇宙服が起動してチェックが完了すると、宇宙飛行士は、EVA中の宇宙飛行士がオービーター乗組員とヒューストンの地上管制官の両方と連絡するためのそれぞれ一対のイアフォンとマイクが組み込まれた白と茶色の布地で作られた、アポロ時代からの通信用ヘッドセットである「スヌーピーキャップ」を被る。スヌーピーキャップを被ってからグローブとヘルメットが固定され、スーツが与圧される。サービスアンビリカルが取り外されるとスーツのレギュレーターとファンが作動し、スーツの内圧が4.3 psi (30 kPa)に達する。
標準的なEMUは、一次生命維持装置が故障した際の30分の予備を含めて宇宙飛行士を8.5時間支援することができる。シャトルからEVAを行う際には、船室の気圧が24時間かけて14.7 psi (101 kPa)から10.2 psi (70 kPa)に下げられた後に宇宙飛行士は45分間のプリブリーズを行う必要があった。ISSでEVAを行う際には、宇宙飛行士は約4時間のプリブリーズを行う必要があるが、2006年以降のISSの多くのEVAでは、船外活動チームがクエスト・エアロックモジュール内で一晩を過ごしながら内部の大気を調整する「キャンプアウト」手法が用いられている。

## 諸元

### 基本型EMU
- 製造者： ILCドーヴァー（英語版）（スーツ）およびコリンズ・エアロスペース（英語版）（一次生命維持システム）[2]
- ミッション： STS-4（1982年）からSTS-110（2002年）[2]
- 機能： 軌道上での船外活動[2]
- 運用気圧： 4.3 psi (30 kPa)[2]
- 船外活動服重量： 109ポンド (49 kg)[2]
- シャトル船外活動服総重量： 254ポンド (115 kg)[2]
- 一次生命維持： 8時間（480分）[2]
- 予備生命維持： 30分[2]

### 改良型EMU
- 製造者： ILCドーヴァー（英語版）（スーツ）、コリンズ・エアロスペース（英語版）（一次生命維持システム）およびNASA（SAFER）[2]
- ミッション： 1998年以降[2]
- 機能： 軌道上での船外活動[2]
- 運用気圧： 4.3 psi (30 kPa)[2]
- 船外活動服重量： 122ポンド (55 kg)[2]
- 船外活動服総重量： 275ポンド (125 kg)[2]
- ISS船外活動服総重量： 319ポンド (145 kg)[2]
- 一次生命維持： 8時間（480分）[2]
- 予備生命維持： 30分[2]

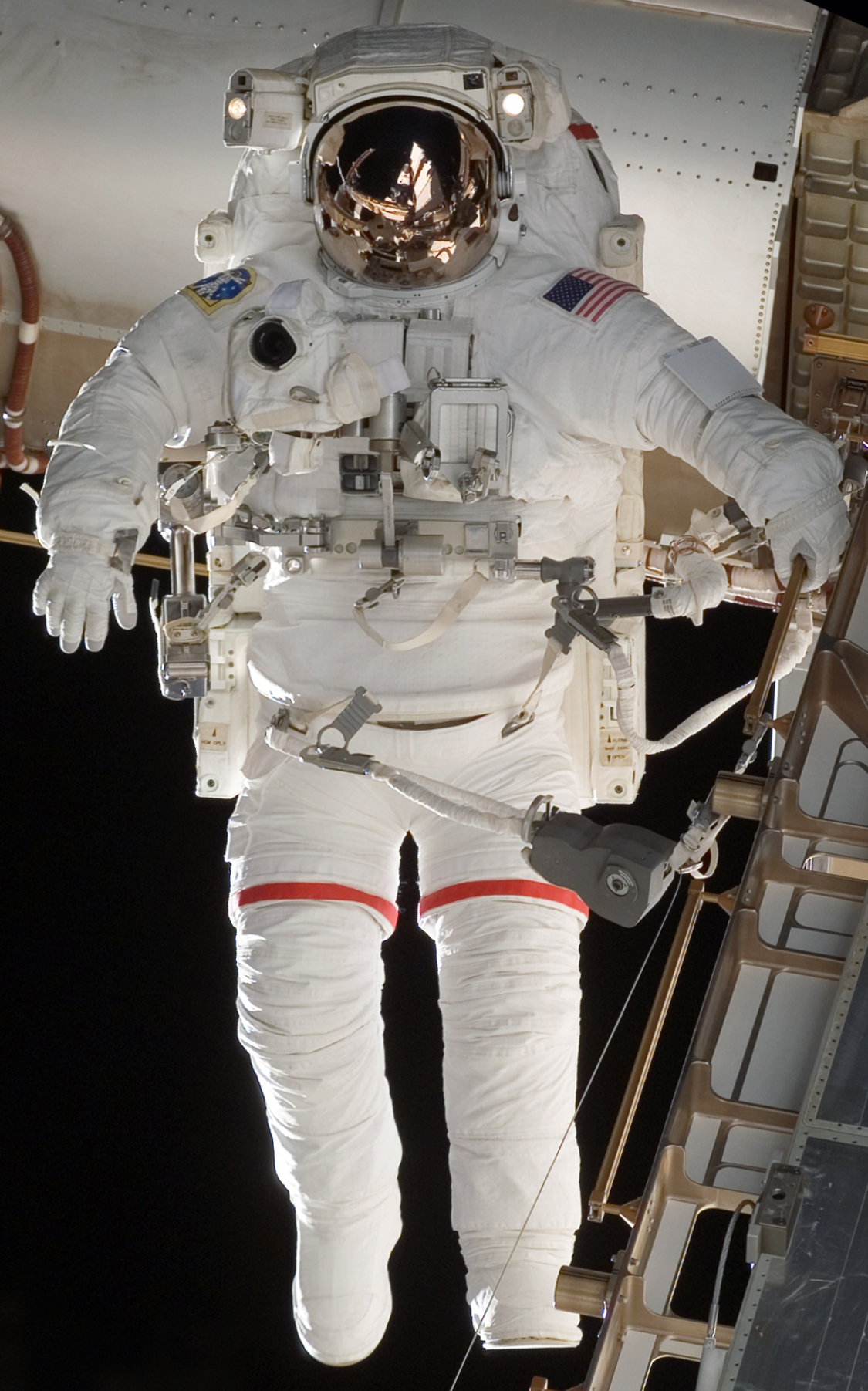
改良型EMU。スーツは熱を反射し、背景の宇宙空間とのコントラストを高くするために白色とされており、赤いストライプは宇宙飛行士を識別するために使用される。
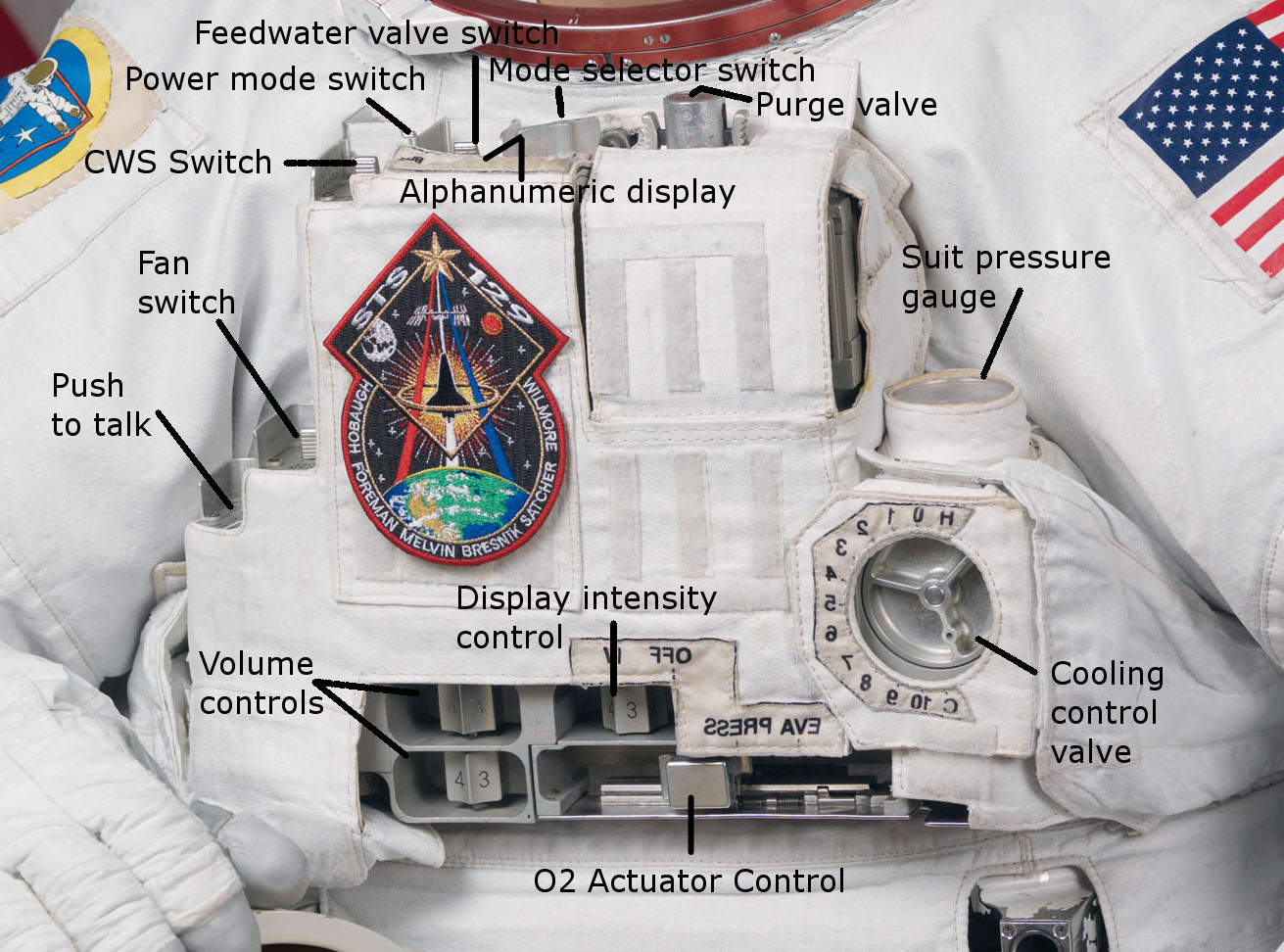
EMUの表示制御モジュール（DCM）
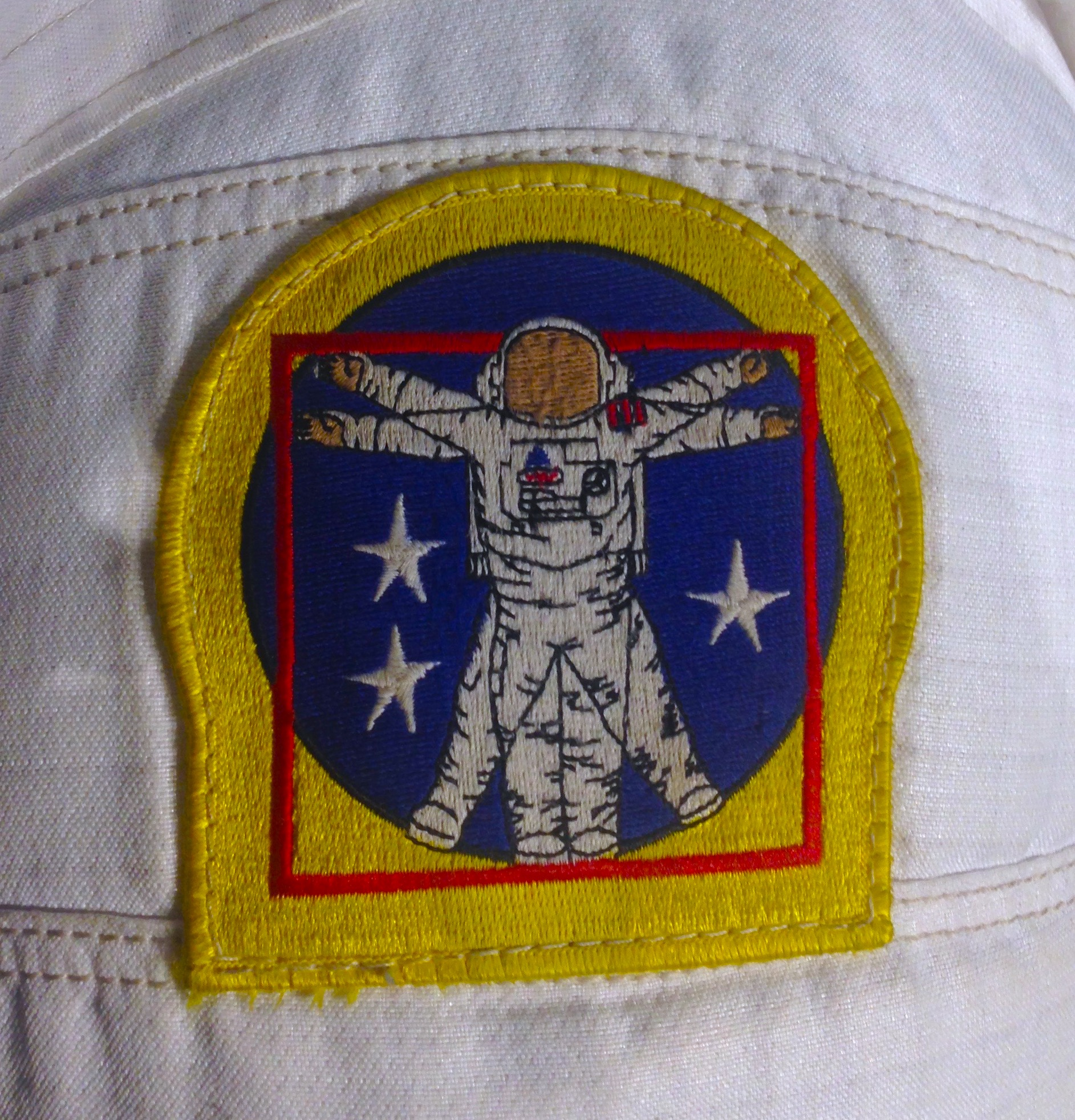
NASA の船外活動ユニットのウィトルウィウス的宇宙飛行士パッチ（スペースシャトルバージョン、NASAの有人宇宙飛行計画（英語版）を表す3つの星付き）

## 製造者
EMUのハードウェアと付属品（PLSS、ヘルメット、通信ヘッドセット、ヘルメットとグローブの固定リング）はコネチカット州ウィンザーロックスのハミルトン・スタンダート（のちにコリンズ・エアロスペースのハミルトン・サンドストランド部門）が製造し、スーツの軟質部品（HUTの腕部と下部胴体全体）はデラウェア州フレデリカのILCドーヴァー（元プレイテックスの一部門）によって供給される。アポロ時代の初期に「ブロックII」（月面活動用）宇宙服の契約についてライバル関係にあったこの両社は1974年にEMUの開発と製造についてデイヴィッド・クラークとギャレット・アイリサーチに対抗して提携した。アポロ当時、ILCドーヴァーが製造したA7L宇宙服にはハミルトン・スタンダード製の生命維持バックパック、ヘルメット、固定リングが使用されていたが、当初ILCドーヴァーは現在の供給体制と同じように宇宙服の腕と脚部のみを供給する予定だった。
総数18組のEMUスーツとPLSSが製造され、5組がミッション中に失われ、1組は地上試験中に失われたので、2017年時点では完全に機能する11組が残されている。

## 来歴
1974年にEMU製造の契約を受けて、ハミルトン・スタンダードとILCドーヴァーは1982年に最初のEMUをNASAに納入した。研究開発フェーズ中（1975年-1980年）にテスト中の宇宙服が発火し、技術者が負傷したため、レギュレーターと循環ファンの再設計を余儀なくされた。1982年7月のSTS-4ミッションで、宇宙飛行士はシャトルのエアロックの中でスーツの脱着の練習を行った。シャトルでの初めてのEVAはSTS-5で行われるはずだったが、循環ファンの電気系故障のためにEVAは中止された。結局、新しいEMUでの最初のEVAはSTS-6で実施され、ストーリー・マスグレイヴとドナルド・ピーターソンがスペースシャトル・チャレンジャーのペイロードベイに入り、追跡・データ中継衛星（TDRS-A）を静止軌道に乗せるために使用される固体燃料上段の打ち上げクレードルを下げる技術をテストした。
その後のシャトルミッションでのEVAで特筆すべきものとしては、STS-41-B（最初の有人機動ユニットの初飛行）、STS-41-C（ソーラーマックス修理ミッション）、STS-41-G（アメリカの女性による初めてのEVA）、STS-51-A（2機の人工衛星を回収して地球に持ち帰った）などがあるが、EMUはもっぱらハッブル宇宙望遠鏡の整備ミッションで使用された。これらのフライトではそれぞれ2組のEVAチームが船外に出るため、NASAは4組の宇宙服と補修部品を宇宙に持ち込む必要があった。1998年11月にISSの組み立てが開始されるまでに、スペースシャトルのエアロックからEMUを使用した41回のEVAが実施されていた。
ISSの組み立てにともなって、ハミルトン・スタンダードとILCドーヴァーは宇宙服をモジュール化することでシャトルEMUを改良した。これによって、EMUを2年間ISSに留めておき、異なる体格のクルーに合わせて軌道上でサイズを合わせることができるようになった。ISSのEMUではバッテリー容量が増やされ、セルフレスキュー用推進装置（SAFER）、改良されたカメラと無線機、新しい注意及び警告システムも装備された。もう一つの特徴は、軌道上の95分間の夜間に手を暖かく保つために手袋に内蔵されたヒーターに電力を供給するための追加バッテリーである。
ISSのEMUとロシアのオーラン宇宙服は、国際宇宙ステーション上の全ての国籍のクルーによって使用される。2基のEMUがクエスト・ジョイント・エアロック内に保管されている。

## 将来の運用と置き換え
2019年時点でNASAはアルテミス計画で、過去に使用された宇宙服に関する技術から生み出された探査船外機動ユニット（Exploration Extravehicular Mobility Unit、xEMU）を使用する予定である。
2022年6月1日、NASAは国際宇宙ステーション外での作業、アルテミス計画での月面探査、火星への有人ミッションの準備のために、次世代の宇宙服と船外活動システムを宇宙飛行士に開発・提供するためにアクシオム・スペースとコリンズ・エアロスペースを選定したと発表した。

## ギャラリー

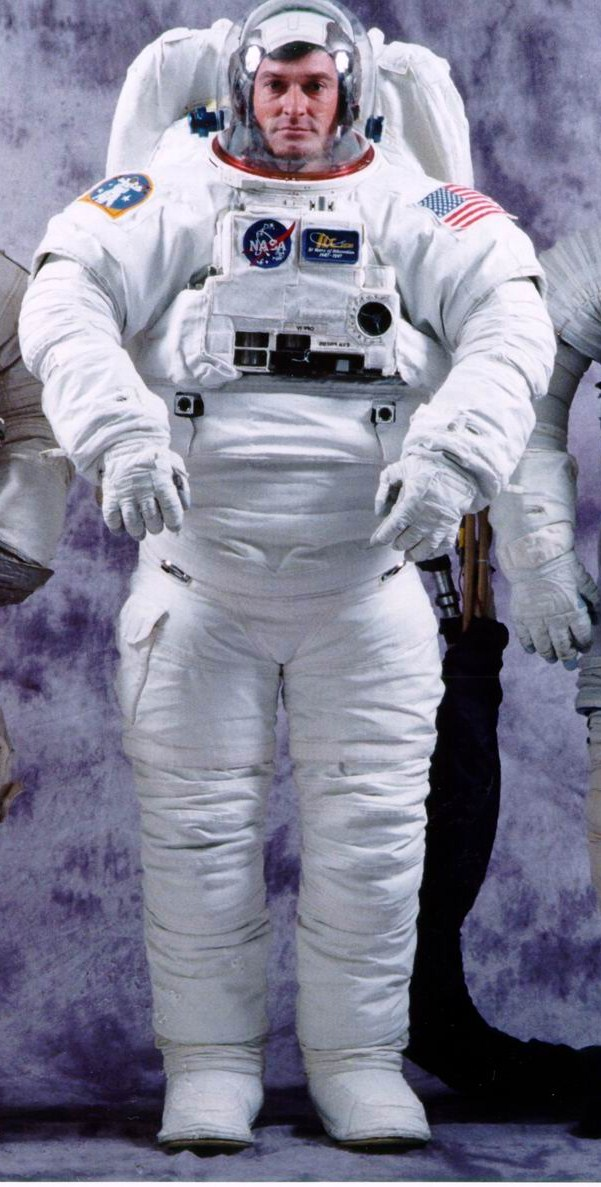
船外バイザーアセンブリなしのEMU
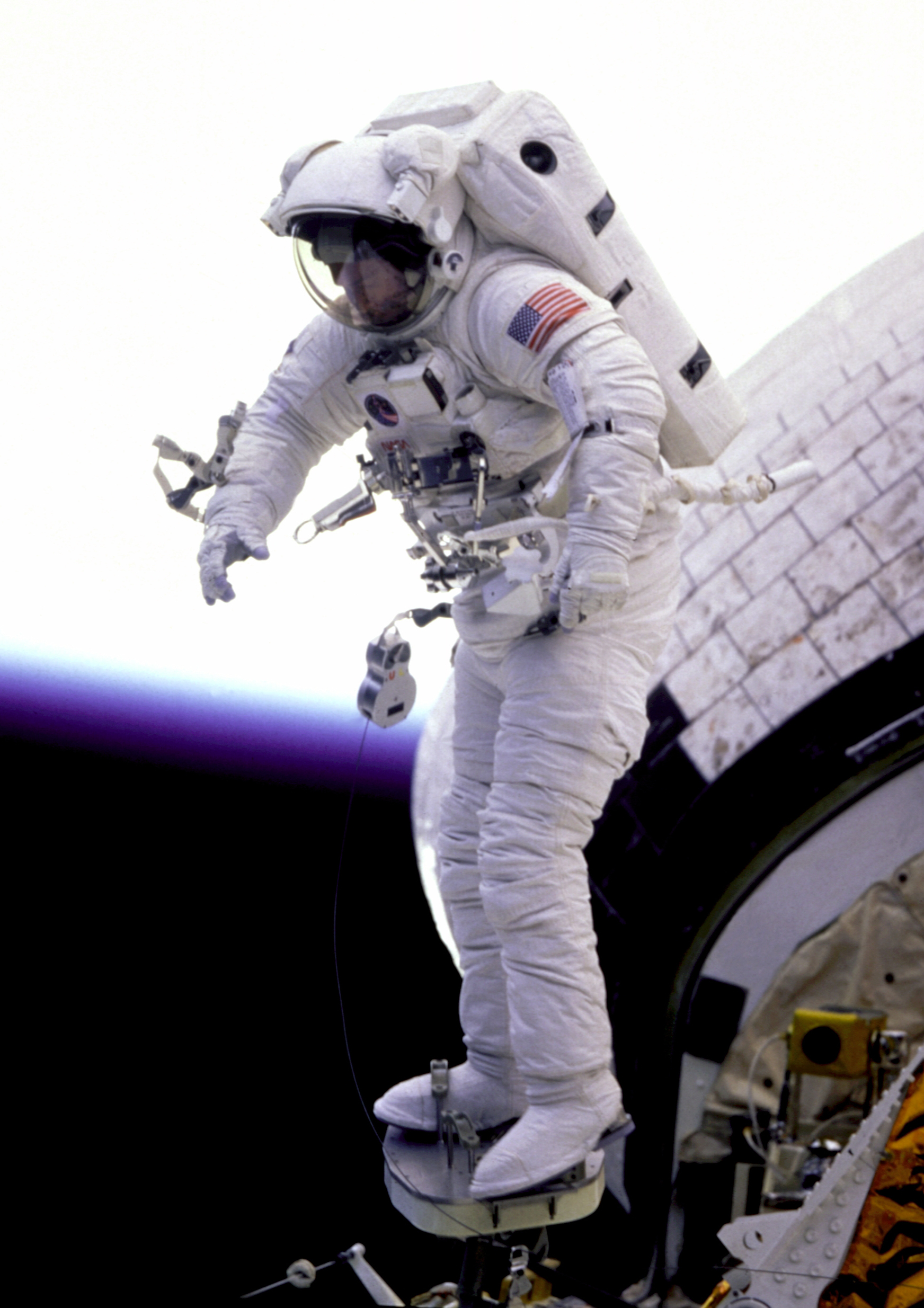
テレビカメラとSAFERなしのEMU